# 麥可·柯爾
麥可·柯爾（英語：Michael Cole，1968年12月8日—），本名麥可·辛·科薩德（英語：Michael Sean Coulthard），是世界摔角娛樂（WWE）旗下職業摔角播報員，並在世界摔角娛樂節目WWE Raw和WWE SmackDown中亮相。
麥克·柯爾是世界摔角娛樂現任的英語播報員，也播報過多次重要的付費賽事。